# Nationaal park Nitmiluk
Het Nationaal park Nitmiluk (Engels: Nitmiluk National Park) is een nationaal park in het Australische Noordelijk Territorium. Het is 2928 km² groot en ligt ongeveer 30 kilometer ten oosten van Katherine. Tot 1989 heette het nationale park Katherine Gorge National Park. In 1989 kwam het gebied in beheer van de Jawoyn, de oorspronkelijke bewoners van de streek, en de naam van het nationale park veranderde in "Nitmiluk", wat "plaatsen van cicaden" betekent. De Jawoyn beheren Nitmiluk samen met de Parks and Wildlife Commission of the Northern Territory.
Het park wordt voornamelijk bezocht voor de Katherine Gorge, een vijftig kilometer rotskloof die de rivier de Katherine in het zandsteen van het Arnhem Land Plateau heeft uitgesleten. Tijdens het droge seizoen droogt de rotsbedding op sommige plaatsen op en wordt de kloof in dertien secties verdeeld waar wel water blijft staan. In de regentijd (november tot maart) kan de rivier veranderen in een kolkende watermassa die zich door de kloof wringt. Men kan de Katherine Gorge per rondvaartboot of per kano bezoeken. In de Katherine Gorge liggen verschillende neststranden van de zoetwaterkrokodil (Crocodylus johnstoni).
Naast de Katherine Gorge zijn er in Nitmiluk vele wandelmogelijkheden. In het noorden van het nationale park ligt Leliyn, ook bekend als de Edith-waterval.